# 989 до н. е.

## Події
- Китай: помер князь Лу Ян-гун, на престол зійшов його син Цзай Ю-гун (ера правління 988—975 до н. е.)